# Papež Pavel V.
Papež Pavel V. (latinsko Papa Paulus Quintus; rojen kot Camillo Borghese), italijanski rimskokatoliški duhovnik, škof in kardinal, * 17. september 1552, Rim, † 28. januar 1621 Rim (Papeška država).
Papež je bil med letoma 1605 in 1621.

## Življenjepis

### Družina
Oče Camilla Borgheseja je bil plemič Marcantonio (Marco Antonio) Borghese iz Siene, ki se je 1541 preselil s svojo družino v Rim in je bil pravnik na papeškem dvoru. Njegova mati je bila obubožana rimska plemkinja Flaminia Astalli, Marcantonijeva druga žena; svojemu možu je utrla pot med rimsko plemstvo.
Bil je najstarejši od sedmero otrok, od katerih so trije umrli že pred njegovo izvolitvijo za papeža. Njegov brat Francesco (1556–1620) je bil grof v Rignanu in poveljnik papeške vojske. Drugi brat Giovanni Battista (ali Giambattista 1554–1609) je bil upravnik njegovega gradu (Borgo) in graščak-poveljnik v Angelskem gradu. Sina iz zakona med njegovo sestro Ortensio s Francescom Caffarellijem, ki je postal pozneje izredno vpliven kardinal Scipione Caffarelli-Borghese, je posinovil, da bi lahko nosil rodbinsko ime Borghese. Še pred svojim povišanjem v škrlatnika je bil boter poznejšemu jezuitskemu generalu Luigiju Gottifrediju (1595–1652). 

### Vzpon
Kamila so poslali v cerkvene šole, in je prejel tonzuro 17. septembra 1568. Študiral je pravo, verjetno v Perugii, ter doktoriral in utroque iure na Univerzi v Rimu 22. oktobra 1569. Istega dne mu je oče priskrbel urad konsistorialnega pravnika, kateremu se je odpovedal 1572 v prid svojemu bratu Oraziju, ko je tudi on doktoriral pravo. 
Septembra istega leta ga je Gregor XIII. imenoval za referendarja (poročevalca) v Signaturi prava, in malo pozneje v Signaturi milosti. 1573 je dosegel urad abreviatorja de maiori praesidentia; 9. avgusta 1577 je postal namestnik kardinala nadduhovnika pri Mariji Snežni, torej upravnik. Med 8. septembrom in 20. oktobrom istega leta je prejel  nižje in višje cerkvene redove. 3. septembra 1581 je postal datarij Penitenciarije. 1. junija 1586 ga je Sikst V. imenoval za referendarija obeh signatur. 20. septembra 1588 je postal namestnik Bologne, skrbeč zlasti za redno oskrbo z živili in javni red. 1591 se je vrnil v Rim.
Kamil Borghese je bil škof v Jesiju (1597-1599). 5. junija 1596 je bil povzdignjen v kardinala kot kardinal-duhovnik pri Sant'Eusebio (1596–1605), nato kardinal-duhovnik pri San Crisogono (1602–1605), kakor tudi kardinal-duhovnik pri Santi Giovanni e Paolo (1599–1602). Bil je legat v Španiji; postal je rimski namestnik oziroma generalni vikar za Rim (1603–1605), kakor tudi predsednik inkvizicije. V konklave je vstopil kot najmlajši član kardinalskega zbora.

## Papež

### Zapletenkonklave
Boji okoli izvolitve novega papeža so se ponovno zapletli, a vodil jih je – kot v prejšnjem konklavu - zopet Aldobrandini. Baronius je imel sicer veliko pristašev, vendar je usmeril pozornost na Borgheseja; zanj je pridobil Francoze kakor tudi Špance. Tako je dobil potrebno večino in bil 16. maja 1605 v konklavu izvoljen za papeža; ustoličen je bil 29. maja istega leta. 
Bil je skromen, pobožen in neoporečen nadpastir, ki je užival v pisarniškem delu, in zato nobena stranka ni videla v njem nasprotnika. On sam je pripisoval svojo izvolitev neposrednemu vplivu Svetega Duha. Izvolil si je ime Pavel. Na dan kronanja ni dovolil slovesnega proslavljanja, ampak je določil javne molitve pred Najsvetejšim po vseh rimskih cerkvah skozi vse leto. 
Kot vladar je bil strog, ampak najprej do samega sebe. Vodilo ga je načelo, da mora nadpastir podložnikom prednjačiti z dobrim zgledom. Strogo je zahteval ne le od škofov, ampak tudi od škrlatnikov, da v skladu z odločbami Tridentinskega koncila ne pohajkujejo okoli, ampak ostajajo doma in skrbijo za dušno pastirstvo. Obdal se je s krepostnimi možmi, vsak dan maševal ter veliko premolil. 

### Vsestransko dejaven
Poglavitno nalogo svojega pontifikata je videl v nadaljevanju cerkvene prenove. Podprl je dejavnost novih redovnih skupnosti; 1614 je izdal nov Rimski obrednik. Zelo se je zavzel za misijonsko dejavnost v Indiji, Kanadi, na Japonskem in na Kitajskem. 
V cerkveni državi je preuredil upravo ter pospeševal zdravstvo, kmetijstvo, trgovino in promet. Rimu je z novimi vodovodi oskrbel - eden še danes nosi njegovo ime - dovolj pitne vode.
V	Baziliki svetega Petra so nadaljevali gradnjo stranskih ladij, 1612 je Maderno (1575-1636) končal pročelje. Pavel V. je dal razširiti Vatikansko knjižnico in postaviti Vilo Borghese. Sam je sicer živel preprosto in skromno, bogato pa je poskrbel za svoje sorodstvo. Z njim se je začel vzpon rodbine Borghese. 
V tridesetletni vojni (1618-1648) je podprl cesarja Ferdinanda II. in Ligo pod vodstvom Maksimilijana Bavarskega (1573-1651); ta zveza malih nemških katoliških državic naj bi bila uperjena zoper veliko protestantovsko Prusijo. Papeštvo je skušal uveljavljati še v srednjeveškem duhu, vendar se je po nekaterih deželah vse bolj krepilo državno cerkvenstvo, tako npr. v Franciji galikanizem . 
Do hudega spora je prišlo med papežem in Beneško republiko, ki je hotela uvesti čim večji nadzor nad Cerkvijo in hudo omejevati njeno dejavnost. Pod svojo sodnost je hotela spraviti tudi kler. Pavel V. se je temu uprl in jo udaril z interdiktom. Liberalna vlada je izgnala jezuite, kapucine in teatince. Spor je prerastel v načelno prerekanje o odnosih med Cerkvijo in državo in je grozil z vojnim izbruhom. Poravnava je bila dosežena po posredovanju Francije in Španije 1607. To je zadnji primer, da je papež nastopil proti neki državi z najstrožjimi cerkvenimi ukrepi. 

### Dela
- »Documenta Catholica Omnia« (v latinščini). Cooperatorum Veritatis Societas. Pridobljeno 6. decembra 2011.

1. Pozval je evropske narode, naj končajo preganjanje kristjanov na Daljnem vzhodu;
2. bil je velik pokrovitelj umetnosti: razširil je Vatikansko knjižnico in dokončal gradnjo Bazilike svetega Petra;
3. čeprav je bil naklonjen zvezdoznanstvenim raziskavam, je obsodil Galilejevo delo; 1616 je bil zavrnjen Kopernikov heliocentrični pogled na svet, njegove knjige pa so za poldrugo stoletje prišle na Indeks;
4. obnovil je določbo Siksta IV. o Brezmadežnem spočetju in prepovedal razpravljanje;
5. določil je molitev za blagoslov velikonočnih pirhov;
6. razširil je praznik Angelov varuhov – ki so ga na Španskem in Portugalskem slavili 2. oktobra – 1608 na vso katoliško Cerkev kot spomin, a od 1670 je postal god;
7. podpiral je misijone in dovolil uporabo kitajščine v bogoslužju. [12]

### Pavel V. in Slovenci
Na Slovenskem sta se pod Pavlom V. nadaljevali protireformacija in katoliška prenova. Na Kranjskem je to delo vodil škof Hren. 1602 in ponovno 1621 je iz Rima izposloval dovoljenje, da katoličani smejo uporabljati protestantske izdaje Svetega pisma.
V	Ljubljano je 1606 poklical kapucine, ki so se kmalu zatem naselili še v drugih slovenskih mestih. 1615 so v Gorico prišli jezuiti; Pavel V. je 1618 njihovemu kolegiju pridružil župnijo Šempeter pri Gorici. Svoje delo in stanje v škofiji je Hren obširno predstavil Pavlu V. v poročilu 1. septembra 1616. 
Po številnih štajerskih župnijah sta opravila vizitacije sekovska škofa Brenner 1607-1608 in njegov naslednik ter nečak Eberlein 1617-1619. Papež je 1614 pisno pohvalil lavantinskega škofa Stobeja  za njegovo prenovitveno delo. Graški nuncij Salvago je 1607-1608 vizitiral slovenske kraje in o stanju po posameznih župnijah natančno poročal v Rim. Podobno delo je 1620-1621 opravil dominikanec Sikst Carcano. 

### Izrednosveto leto
1605 je Pavel V. razglasil izredno sveto leto za uspeh svojega pontifikata. Vseslovenski svetoletni shod v Novi Štifti pri Gornjem Gradu je 14. avgusta 1605 vodil škof Hren. 

## Smrt in spomin
Papež Pavel V. je umrl za srčno kapjo 28. januarja 1621 na Kvirinalu v Rimu.
Najprej so ga pokopali v grobnico Borghesejevih, ki jo je dal sam postaviti pri Sv. Petru; nato pa prenesli v veličasten grob pri Mariji Snežni, v Capella Paolina, kjer še danes počiva. Načrt je napravil Ponzio (1560-1613), papeški lik Longhi (1569-1622), reljef več umetnikov, okrajek pa Ferrucci (1565-1637).   

### Ocena
Veličastne postave, zamišljen, se je že pokazal strogega kot član Rimske inkvizicije. O političnem svetu je imel površno poznanje. Varčen in dobrodelen, vendar se ni znal izogniti nepotizmu; službo državnega tajnika je zaupal nečaku Scipionu Caffarelliju, ki je s 27 leti prevzel grb in ime Borghesovih, ter ga obsul z nadarbinami in službami, ki so mu zagotovile veliko bogastvo. Bogastvo in napredovanje je papež poklonil bratom, zlasti Giovanniju Battistu; na njegovem sinu je Pavel V. osredotočil vso svojo naklonjenost, ko mu je z 19 leti poveril cerkveno poveljstvo. 

#### Gens perversa
Malahijeva prerokba ga imenuje Gens perversa, tj. Sprijeni rod. 
Reklo se nanaša na zmaja in orla družine Borghese v papeževem grbu. 

### Papež Pavel V.
(angleško)
- Catholic-hierarchy.org
- Bust of Pope Paul V Gian Lorenzo Bernini (Italian, 1598 - 1680)
- Pope Paul V. In The Catholic Encyclopedia. New York: Robert Appleton Company (1911)
- Encyclopedia.com 2016: Paul V
- Paul V Encyclopaedia Britannica

(italijansko)
- Cathopedia: Papa Paolo V
- Paolo V papa di Rosario Russo - Enciclopedia Italiana (1935)
- Paolo V Enciclopedia dei Papi (2000) di Volker Reinhardt
- Paolo V, papa di Silvano Giordano - Dizionario Biografico degli Italiani - Volume 81 (2014)
- Pàolo V papa Enciclopedie on line
- Paolo V Dizionario di Storia (2011)
- Cronologia Leonardo: Paolo V – Camillo Borghese
- Chiama mi citta > Almanacco quotidiano > 22 giugno 1614 – Nella piazza di Rimini è inaugurata la statua di Papa Paolo V
- Foto: “la famosa Fortezza di Papa Paolo V in Ferrara”
- PAPA PAOLO V - CAMILLO BORGHESI (1552-1621) Tratto da "Senesi da ricordare" di Marco Falorni
- Comunione e liberazione: Paolo V La riforma della Chiesa e lo scontro con Venezia

(francosko)
- Compilhistoire: Paul V pape

### Primer Galileo Galilei
(angleško)
- The Case of Galileo Gailei By Rev. Fr. Gabriel Lavery, CMRI
- The Galileo affair: a sociological investigation into religious conflict by R. John Kinkel Arhivirano 2017-04-18 na Wayback Machine.
- Galileo and the Inquisition by Galileo project
- EWTN by George Sims Johnston: The Galileo Affair
- February 2016: 400 Years Ago the Catholic Church Prohibited Copernicanism By Maurice A. Finocchiaro
- Galileo and the Inquisition Special To The M.C.L. The Catholic News – Diecese of Singapoore Arhivirano 2018-06-29 na Wayback Machine.
- The Galileo Affair How do we sort out truth from legend? Matthew Bunson The Catholic Answer Arhivirano 2018-06-28 na Wayback Machine.
- Douglas O. Linder: The Trial of Galileo
- After 350 Years, Vatican Says Galileo Was Right: It Moves By ALAN COWELL New York Times Published: October 31, 1992 Arhivirano 2018-07-26 na Wayback Machine.
- GEORGE SIM JOHNSTON: The Galileo affair is the one stock argument used to show that science and Catholic dogma are antagonistic.
- The Galileo Controversy. Galileo's Punishment
- Catholic Answers: The Galileo Controversy
- Jose Wudka: Galileo and the Inquisition Arhivirano 2018-07-09 na Wayback Machine.

| Nazivi Rimskokatoliške cerkve | Nazivi Rimskokatoliške cerkve | Nazivi Rimskokatoliške cerkve |
| ----------------------------- | ----------------------------- | ----------------------------- |
| Predhodnik: Leon XI.          | Papež 1605–1621               | Naslednik: Gregor XV.         |